# یواس‌اس فسیلیتی (ای‌ام-۲۳۳)
یواس‌اس فسیلیتی (ای‌ام-۲۳۳) (به انگلیسی: USS Facility (AM-233)) یک کشتی بود که طول آن ۱۸۴ فوت ۶ اینچ (۵۶٫۲۴ متر) بود. این کشتی در سال ۱۹۴۴ ساخته شد.